# Сурдешть (Алба)
Сурдешть, Сурдешті (рум. Surdești) — село у повіті Алба в Румунії. Входить до складу комуни Соходол.
Село розташоване на відстані 319 км на північний захід від Бухареста, 52 км на північний захід від Алба-Юлії, 68 км на південний захід від Клуж-Напоки.

## Населення
За даними перепису населення 2002 року у селі проживали 44 особи, усі — румуни. Усі жителі села рідною мовою назвали румунську.